# Hold On (chanson de Sean Paul)
Pour les articles homonymes, voir Hold On.
Singles de Sean Paul
Summer Paradise
(2011) Dream Girl
(2012)
Pistes de Tomahawk Technique
Dream Girl
(6) How Deep Is Your Love
(8)
Hold On est une chanson de l'artiste jamaïcain Sean Paul sortie le 5 avril 2012. 3e single extrait de son 5e album studio Tomahawk Technique. La chanson a été écrite par Pierre Medor, Rico Love, Sean Paul Henriques et produite par Pierre Medor, Rico Love. Le single se classe numéro un en Belgique (Wallonie).

## Liste des pistes
Version album
1. Hold On - 4:08

## Crédits et personnels
- Chanteur – Sean Paul
- Réalisateur artistique – Pierre Medor, Rico Love
- Paroles – Pierre Medor, Rico Love, Sean Paul Henriques
- Label : Atlantic

## Classement par pays
| Classement (2012)               | Meilleure position |
| ------------------------------- | ------------------ |
| Belgique (Wallonie Ultratip 50) | 1                  |
| France (SNEP)                   | 15                 |